# 小須田康人
小須田 康人（こすだ やすと、1961年〈昭和36年〉12月17日 - ）は、日本の俳優。東京都出身。クリオネ所属。

## 略歴
栄光学園出身。高校では理系クラスだったが文転し、早稲田大学第二文学部に入学（後に大学中退）。演劇研究会に入会し1981年、鴻上尚史主宰の劇団第三舞台の旗揚げにスタッフ（装置助手）として参加。その後正式に入団し、第2回公演『宇宙で眠るための方法について』以降、すべての第三舞台公演に看板俳優の1人として出演。また、第三舞台での活動の傍ら、子供のためのシェイクスピアシリーズや劇団☆新感線、加藤健一事務所などへ客演のほか、テレビドラマや映画にも多数出演。

## 人物
冷静沈着で内向的な役を演じることが多いが、それでいてお茶目な面も見せる。一方で舞台『トランス』（サードステージ、1993年）の立原雅人や、舞台『リア王』（2000年）など、どこか狂気をはらんだ分裂気味な役も演じている。シニカルな厭世家から心優しいゲイの男まで役柄は幅広く、その演技力などが評価を得て、雑誌『演劇ぶっく』の中で行われていた「えんぶちゃーと俳優部門」においてもたびたびランクインしている。1993年度は『トランス』などの演技を受けて俳優部門第1位に選出された。
また、舞台上でのミスが少ないことから演劇マシーンと呼ばれることもある。これについては「しっかり稽古をして役を作り込んでやるタイプだったためそう呼ばれていた時期もあった」と2016年のインタビュー内で答えている。
柔らかく玲瓏とした声質からナレーションを担当したり、#ラジオドラマに出演している。
1986年に出演した舞台『ラスト・アジア』（流山児★事務所）には複数の劇団から役者が出演し、それぞれの劇団で行われている身体訓練を日替わりで行っていたが、その中でも第三舞台の身体訓練が最もきついものであった。共演した深浦加奈子からは、（小須田が）そのきつい身体訓練をニコニコしながら延々とやる様子や、自分がとてもノーマルだと思い込んでいる様子などが「演劇界にはちょっといない人種」で「第三エロチカにトレードしようという話も出たくらい」であったとのエピソードが明かされている。
粟根まことからは、「冷静で落ち着いた物腰」で私生活もきちんとしていて、ツッコミが得意な自分にもその隙を与えないほどであると明かされており、空き時間には日本経済新聞を読んでいる姿が目撃されている。

### 電脳俳優
「小劇場の電脳俳優の異名を持つ」と紹介されている。かつてNIFTY SERVEのシアターフォーラム演劇館FSTAGEと日本伝統芸能館（FDENTOU）でこさ・ふなばしとしてシステムオペレーターをしていたほか、パソコン雑誌『EYE-COM』での連載を持っており、1996年にはアジアの電気街を巡ったエッセイ『亜細亜をパソる』が出版された。
自身がパソコンを使うようになったきっかけとして、1989年の舞台『ピルグリム』で小説家を演じた際にワープロを使用する役だったことから、ワープロでパソコン通信を始め、パソコンを購入するまでに至った経緯が著書に記されている。

## 出演

### テレビドラマ
1980年代
- 月曜ドラマランド（フジテレビ）
  - 看護婦アカデミー（1987年3月9日）
  - タッチ（1987年6月1日）

- 奇妙な出来事（フジテレビ）
  - 第9話「リップスティック奇談」（1989年12月11日）
  - 第17話「笑いの天才」（1990年2月26日）

1990年代
- 第三舞台スペシャル ビコーズ・オブ・ザ・サマー（1990年7月21日、日本テレビ）
- 世にも奇妙な物語（フジテレビ）
  - 帰れない（1991年1月3日）
  - 第2シリーズ「リフレイン」（1991年7月25日） - 西尾刑事 役

- 冗談じゃないよ！マイホーム（1991年1月26日） - ナレーター
- 悪いこと 第11話「声」（1992年7月9日、フジテレビ）
- 嵐の中の愛のように（1993年、読売テレビ）
- Trap-TV 第23話（1993年9月23日、フジテレビ）
- 向田邦子終戦特別企画 いつか見た青い空（1995年8月7日、TBS）
- 正義は勝つ 第3話（1995年）

2001年
- JJママ! 第7話（2001年1月24日、BSフジ）

2004年
- 相棒 season2 最終話「私刑〜生きていた死刑囚と赤いベルの女」（3月17日、テレビ朝日） - 笠井刑務官 役
- NHKスペシャル「21世紀日本の課題 年金」（3月20日、NHK）
- 人間の証明 第1話（7月8日、フジテレビ）
- 君が想い出になる前に 第8・9話（8月24日・31日、関西テレビ）
- にんげんだもの〜相田みつを物語〜（12月11日、テレビ朝日）

2005年
- 救命病棟24時 第3シリーズ 第10話（3月15日、フジテレビ） - 青木杜夫 役

2006年
- 月曜ミステリー劇場「外科医零子4 ハートの240秒」（2月20日、TBS）
- 偽りの花園 第12 - 14話･65話（4月18日 - 20日･6月30日、東海テレビ） - 石母田瀧治 役
- 月曜ゴールデン「万引きGメン・二階堂雪14 優しい殺意」（5月8日、TBS） - 芝山洋一 役
- ケータイ刑事 銭形雷 セカンドシリーズ 第2話（7月8日、BS-i） - 廣木隆二 役
- 誰よりもママを愛す 第8話（8月20日、TBS）
- 結婚できない男 第11話（9月12日、関西テレビ）

2007年
- 花より男子2（リターンズ） 第9・10話（3月2日・9日、TBS）
- 夏雲あがれ（6月・7月、NHK） - 江波戸 役
- わたしたちの教科書 第4 - 7話（5月、フジテレビ）
- 千の風になって ドラマスペシャル「ゾウのはな子」（8月、フジテレビ）
- 連続テレビ小説 どんど晴れ 第129・133話（8月・9月、NHK総合）
- 探偵学園Q 第10・最終話（9月、日本テレビ） - 雨洞拓摩 役
- SP 警視庁警備部警護課第四係 第3・4話（11月、フジテレビ） - 証券マン・石渡昭 役
- ドリーム☆アゲイン 第7 - 最終話（11月 - 12月、日本テレビ）

2008年
- 佐々木夫妻の仁義なき戦い 第1話（1月、TBS）
- 栞と紙魚子の怪奇事件簿 第6話（2月、日本テレビ）
- 斉藤さん 第7・9・10話（2月 - 3月、日本テレビ）
- オトコマエ!（4月 - 7月、NHK総合） - 藤木玄蕃 役
- 中学生日記「修学旅行を取り返せ!」（7月12日、Eテレ）
- ウォーキン☆バタフライ（7月 - 9月、テレビ東京） - 鮫島いさお 役
- 打撃天使ルリ（7月 - 9月、テレビ朝日） - 森崎潔 役
- オー！マイ・ガール!!

2009年
- 神の雫 最終話（3月10日、日本テレビ系列）
- 世にも奇妙な物語'09春の特別編「クイズ天国・クイズ地獄」（3月30日） - 医師 役
- MR.BRAIN 第2話（5月、TBS）
- 白い春 第9・10話（6月9日・16日、関西テレビ） - 真鍋医師 役
- BOSS 第10・最終話（6月18日・25日、フジテレビ） - 鈴木真司 役
- MW-ムウ- 第0章〜悪魔のゲーム〜（6月30日、日本テレビ） - 八木信康 役
- 誘拐（2009年8月2日、WOWOW）
- オトコマエ！2（9月 - 12月、NHK総合）
- JIN-仁- 第5 - 7話（11月8日 - 22日、TBS） - 医学所の男役
- 月曜ゴールデン「財務捜査官 雨宮瑠璃子5」（11月9日、TBS）

2010年
- 相棒 Season8 第11話「願い」（1月13日） - 香坂雅彦 役
- 宿命 1969-2010 -ワンス・アポン・ア・タイム・イン・東京- 第2話（1月22日、テレビ朝日/朝日放送） - 小野内科部長 役
- 大河ドラマ 龍馬伝 第5話（1月） - 徳川家定 役
- パーフェクト・ブルー（2月7日、WOWOW）
- まっすぐな男（2月16日、関西テレビ） - 成田 役
- パンドラII 飢餓列島（WOWOW）
- 素直になれなくて（フジテレビ） - 医者 役
- 絶対零度 〜未解決事件特命捜査〜 第7話（5月25日、フジテレビ） - 黒崎弁護士 役
- ハンチョウ〜神南署安積班〜 第6話（8月9日、TBS） - 吉井伸夫 役
- ジョーカー 許されざる捜査官 第5話（8月10日、フジテレビ） - 幸田弘道 役
- 祝女〜shukujo〜 サマースペシャル（8月21日、NHK総合） - ハングル語講師 役
- 崖っぷちのエリー 最終話（9月3日、テレビ朝日・朝日放送） - 坂田編集長 役

2011年
- 福岡恋愛白書6「花火の架け橋」（2月、KBCテレビ） - 河野慎平 役
- カルテット（2月、毎日放送制作・TBS） - 田宮 役
- スクール!! 第7話（3月、フジテレビ）
- 横山秀夫サスペンス 仕返し（4月、WOWOW）
- 南極大陸（10月、TBS） - 大蔵省担当官 役
- 俺の空 刑事編 第5話（11月13日、テレビ朝日） - 伊集院周五郎 役
- 科捜研の女 Season11 第５話（11月17日、テレビ朝日） - 吉岡和也 役
- HUNTER〜その女たち、賞金稼ぎ〜 第7話（11月22日、関西テレビ） - 井上恒雄 役
- 水曜ミステリー9 密会の宿8 北鎌倉心中 死ねなかった女（12月、テレビ東京） - 田中光彦 役

2012年
- 最高の人生の終わり方 第5話（2月、TBS）
- 三毛猫ホームズの推理 第1話（4月、日本テレビ） - 今井広三 役
- 鍵のかかった部屋 第10話・最終話（6月、フジテレビ） - 安養寺修 役
- 沖縄リゾート コンシェルジュ具志堅陽子の名推理（7月、テレビ東京） - 須藤真治 役
- GTO 秋も鬼暴れスペシャル！（10月、関西テレビ）
- 恋するハエ女（11月 - 12月、NHK総合） - 松尾泰介 役
- 匿名探偵 第8話（11月30日、テレビ朝日） - 町田 役

2013年
- 神様のボート 第3話（3月、NHK BSプレミアム） - 佐伯店長 役
- 刑事吉永誠一 涙の事件簿11（4月） - 武谷直紀 役
- 世にも奇妙な物語 2013年 春の特別編「石油が出た」（5月） - 塩崎謙二郎 役
- 大河ドラマ 八重の桜 - 中川宮 役
- ダブルス〜二人の刑事 第7話（5月、テレビ朝日） - 堂本武 役
- 半沢直樹 第1話（7月、TBS） - 定岡崇之 役
- 謎解きはディナーのあとで スペシャル〜風祭警部の事件簿〜（8月2日、フジテレビ） - 小山田信治 役
- 天才刑事・野呂盆六8（8月10日、朝日放送） - 三浦刑事 役
- 警部補 矢部謙三2 最終話（8月30日、テレビ朝日） - 神田知也 役
- 嘘の証明 犯罪心理分析官・梶原圭子3（10月） - 福田 役
- ハードナッツ! 〜数学girlの恋する事件簿〜 第5話（11月、NHK BSプレミアム） - 夏目慎一郎 役
- 刑事のまなざし 第9話（12月、TBS） - 管理官 役

2014年
- 眠りの森（1月、TBS） - 新井要事（強行犯係長） 役
- 血の轍 第4話（2月、WOWOW）
- 相棒 Season12 第17話「ヒーロー」（3月） - 沼田敬一郎 役
- 夜のせんせい 第8話（3月、TBS） - 綾小路卓 役
- 鼠、江戸を疾る 第8・最終話（3月13日・20日、NHK総合） - 山崎又一郎 役
- 松本清張スペシャル 時間の習俗（4月、フジテレビ） - 記者・植村 役
- ルーズヴェルト・ゲーム 第9話（6月、TBS） - 中川篤 役
- 女はそれを許さない 第1話（10月、TBS） - 佐々木弁護士 役
- すべてがFになる 第5話･6話（11月18日・25日、フジテレビ）
- ドクターハート 薮田公介の事件カルテ1（11月19日、テレビ東京） - 武井康之 役

2015年
- デパート仕掛け人!天王寺珠美の殺人推理8（3月、朝日放送） - 木崎幸雄 役
- 京都人情捜査ファイルスペシャル（4月） - 永山雅夫 役
- 大河ドラマ 花燃ゆ 23・26・27話（6月） - 鷹司輔煕 役
- 天皇の料理番 第11話･12話（7月5日・12日、TBS）
- 北海道警事件ファイル 警部補 五条聖子4（7月15日） - 中村耕二 役
- HEAT 第3話（7月21日、関西テレビ） - 佐々木秀行 役
- 軽井沢駐在犬日誌 飼い犬を誘拐…身代金1億円!?（11月4日） - 谷川一朗太 役
- ショカツの女11（11月21日、朝日放送） - 飯塚源太郎 役

2016年
- 撃てない警官（1月、WOWOW）
- スミカスミレ（テレビ朝日） - 黒崎明雄 役
- 刑事一徹（7月）
- ON 異常犯罪捜査官・藤堂比奈子 第6話（8月）
- 月曜名作劇場「警視庁機動捜査隊216VI 絶てない鎖」（9月、TBS） - 西谷管理官 役
- コピーフェイス 〜消された私〜（11月 - 12月、NHK総合） - 伊藤和彦 役

2017年
- 奪い愛、冬 第1話･4話（1月20日・2月10日）
- 科捜研の女 Season16 第10話（1月19日、テレビ朝日） - 綿貫誠 役
- LEADERS II（3月、TBS） - 上杉健介 役
- 4号警備 第3話（4月、NHK総合） - 森総務部長 役
- 刑事7人第3シリーズ 第2話･9話（7月・9月、テレビ朝日） - 仙波清 役
- アキラとあきら 第6 - 8話（8月、WOWOW）
- 警視庁ゼロ係〜生活安全課なんでも相談室〜SECOND SEASON 第6話（9月、テレビ東京） - 不二井宏太 役 361157
- 日曜ワイド 「白い刑事」（10月、テレビ朝日） - 小山卓夫 役
- 陸王 第10話（12月、TBS） - メトロ電業人事部長 川田 役

2018年
- 大河ドラマ 西郷どん第37話・36話（9月・10月） - 有栖川宮 役
- 99.9-刑事専門弁護士- SEASON II 第4話（2月） - 田中裁判長 役
- 60 誤判対策室 第3話･4話（5月、WOWOW）
- 噂の女（7月 - 9月） - 土屋隆夫 役
- シグナル 長期未解決事件捜査班 第6話・7話 - 矢部英介 役
- ラストチャンス 再生請負人 第1話（7月、テレビ東京）
- SUITS/スーツ (日本のテレビドラマ) - 館林憲次 役
- 中学聖日記 - 川合勝太郎の父

2019年
- 集団左遷!! 第4話（5月12日、TBS）
- 白い巨塔（5月25日、テレビ朝日）
- おかしな刑事21 - 野々村文
- ミス・ジコチョー〜天才・天ノ教授の調査ファイル〜 第7話 - 益岡充則 役

2020年
- 知らなくていいコト第5話（2月） - 石川弁護士 役
- 鉄の骨（5月、WOWOW）
- BG〜身辺警護人〜 第2章 第1話（6月、テレビ朝日） - 花山開作 役
- 未解決の女 Season2 第5話（9月） - 麦野重文 役
- こもりびと（11月、NHK総合）

2021年
- 大富豪同心 Season2（5月 - 7月） - 彦坂良玄 役
- ドラゴン桜（6月13日） - 日本ユニシスバドミントン部コーチ・菅井役
- 特捜9 Season4 第11話（6月、テレビ朝日） - 中原圭一郎 役
- 疑念 警視庁強行犯係 樋口顕（10月、テレビ東京） - 宇佐美昇 役
- 大河ドラマ 青天を衝け 第33話（10月） - 古河市兵衛 役

2022年
- ミステリと言う勿れ 第2話（1月、フジテレビ）
- 逃亡医F 第5話（2月、日本テレビ）- 社長 役
- 家政夫のミタゾノ 第5シリーズ 最終話（6月、テレビ朝日）- 山本克己 役
- 六本木クラス 第2話（7月、テレビ朝日）

2023年
- 忍者に結婚は難しい（フジテレビ） - 松下昇 役
- 大富豪同心 Season3第1回（6月、NHK BSプレミアム）
- VIVANT 第6話（TBS） - 泉田弁護士 役
- 世にも奇妙な物語 秋の特別編「地獄で冤罪」（11月）

2024年
- 連続テレビ小説 虎に翼 - 高井通 役

2025年
- あきない世傳 金と銀2 第8話（5月、NHK BS）
- キャスター 第8話（6月、TBS） - 安西康平 役

### 映画
- 祝辞（1985年）
- ジュリエット・ゲーム（1989年）
- ボクが病気になった理由 第1話「マイ・スウィート・リトル・キャンサー」（1990年） - 北田研修医 役[94]
- バカヤロー!3 へんな奴ら 第三話「会社をナメるな」（1990年） - 木島わたる 役[95]
- 青空に一番近い場所（1994年） - サラ金の男 役[96]
- マークスの山（1995年） - 野村久志 役[97]
- 犯人（ホシ）に願いを（1995年） - 瀬島充 役[98]
- ショムニ（1998年） - AV監督 役[99]
- 1980（2003年） - レコーディング・プロデューサー 役[100]
- 踊る大捜査線 THE MOVIE 2 レインボーブリッジを封鎖せよ!（2003年） - 警視庁刑事部捜査一課捜査員 役[101]
- カナリア（2005年）
- 着信アリ2（2005年） - 台湾の刑事 リン 役[102]
- アキハバラ@DEEP（2006年）
- オリヲン座からの招待状（2007年）
- 黒帯 KURO-OBI（2007年） - 林五十吉 役[103]
- 伝染歌（2007年） - あんずの父 役
- 映画 クロサギ（2008年）
- アウトレイジ（2010年）[104]
- THE LAST MESSAGE 海猿（2010年）[105]
- 僕と妻の1778の物語（2011年）[106]
- 犬とあなたの物語 いぬのえいが（2011年）[107]
- POV〜呪われたフィルム〜（2012年） - 島津大介 役
- 天地明察（2012年） - 大黒松太夫 役[108]
- ストロベリーナイト（2013年）
- 甘い鞭（2013年）
- 七人の秘書 THE MOVIE（2022年）[109]

### 舞台
1980年代
- 第三舞台『宇宙で眠るための方法について』（1981年） - 養命酒を飲む男 役
- 第三舞台『プラスチックの白夜に踊れば』（1982年） - ハルク・ホーガン 役
- 第三舞台『電気羊はカーニバルの口笛を吹く』（1982年） - ヨハネ・パウロ 役
- 第三舞台『朝日のような夕日をつれて’83』（1983年） - 社長・エスカワ 役
- 第三舞台『リレイヤー』（1983年） - えらい先生 役
- 第三舞台『デジャ・ヴュ』（1983年） - 北林浩一 役
- 第三舞台『宇宙で眠るための方法について』（1984年）  - 進行役
- 第三舞台『モダン・ホラー』（1984年）
- 第三舞台『朝日のような夕日をつれて’85』（1985年） - 社長・エスカワ 役
- 第三舞台『リレイヤー』（1985年） - リック・ウェイクマン 役
- 第三舞台『もうひとつの地球にある水平線のあるピアノ』（1985年） - 子 / 監督 / 松本 役
- 第三舞台『デジャ・ヴ'86』（1986年） 
- 第三舞台『スワンソングが聴こえる場所』（1986年） - 内閣調査局局員野村宏伸 役
- 流山児★事務所『ラスト・アジア』（1986年） - 謎のインド人 役
- 第三舞台『ハッシャ・バイ』（1986年12月）
- 第三舞台『朝日のような夕日をつれて’87』（1987年）
- シャーロック・ホームズ探偵物語 血の十字架（1987年）
- 第三舞台『モダン・ホラー特別編』（1987年）
- 第三舞台『天使は瞳を閉じて』（1988年） 
- きらら浮世伝（1988年）  - 鉄蔵（葛飾北斎） 役
- 第三舞台『宇宙で眠るための方法について序章』（1989年）
- サードステージ『真夏の夜の夢』（1989年） - クインス 役
- 第三舞台『ピルグリム』（1989年） - 六本木実篤 役

1990年代
- お気に召すまま（1990年）
- 第三舞台『ビー・ヒア・ナウ』（1990年8月） - 北川俊太郎 役
- 第三舞台『朝日のような夕日をつれて’91』（1991年）
- 第三舞台『ハッシャ・バイ』（1991年） 
- 第三舞台『天使は瞳を閉じて インターナショナル・ヴァージョン』（1991年）  - 電通太郎 役
- 加藤健一事務所『マイ・ファット・フレンド』（1992年） 
- 自転車キンクリート『ソープオペラ』（1992年） - 水原達也 役
- 奇跡の人（1992年）
- トランス（1993年） - 立原雅人 役
- サードステージ『ゴドーを待ちながら』（1994年4月） - ラッキー 役
- 第三舞台『スナフキンの手紙』（1994年） - 部下1
- エンジェルス・イン・アメリカ（1994年） - ルイス 役
- 第三舞台『パレード旅団』（1995年）
- 青空のある限り（1996年）
- 第三舞台『リレイヤーIII』（1996年） - 曽田徳康 役
- 第三舞台『朝日のような夕日をつれて’97』
- 煽動する女（1997年12月） - ミナト 役
- 子供のためのシェイクスピア リア王（1997年）パナソニックグローブ座
- 密の味 / 二等辺三角形（1997年）「劇」小劇場
- 子供のためのシェイクスピア ヘンリー四世（1998年7月18日 - 8月2日）東京グローブ座
- 虹を渡る女（1998年5月7日-28） - 奥村 役
- 女傑 竜馬が惚れた女（1998年）
- 加藤健一事務所『ザ・フォーリナー』（1999年）
- 劇団☆新感線『LOST SEVEN』（1999年） - アラバック・テムラー公爵 役

2000年代
- サードステージShowcaseシリーズ『ビューティフル・サンデイ』（2000年2月） - 戸川秋彦役
- 子供のためのシェイクスピア（2000年7月）
  - リア王 - 主演・リア 役
  - 十二夜 - サー・トービー 役

- パ・ド・ドゥ（2000年）俳優座劇場/近鉄小劇場
- オリガト・プラスティコ『カフカズ・ディック』（2001年）
- 子供のためのシェイクスピア リチャード二世（2001年）
- 第三舞台『ファントムペイン』（2001年）
- PLAYMATE『シンクロナイズド・ウェディング』（2001年）
- その河をこえて、五月（2002年） - 朴高男 役
- 転球劇場『オレンジパワー』 - 日替わりゲスト（2002年8月3日） 
- G2プロデュース『おじいちゃんの夏』（2002年）
- ビューティフル・サンデイ（2003年） - 戸川秋彦 役
- 流山児★事務所『青ひげ公の城』（2003年2月）
- 加藤健一事務所『木の皿』（2003年）
- G2プロデュース『止まれない12人』（2003年） - 近藤 役
- 転球劇場『ケ・イ・ジ』（2004年）
- マリー・アントワネット（2004年）新橋演舞場
- その河をこえて、五月（2005年）
- おじいちゃんの夏（2005年）
- パルコ+サードステージ Presents『ラブハンドル』（2006年） - 御手洗進 役
- ニコラス・マクファーソン（2006年）
- マリー・アントワネット（2006年）大阪松竹座
- 劇団☆新感線『朧の森に棲む鬼』（2007年） - サダミツ / サダミツ似の兵士 役
- 苦情の手紙（2007年）
- *pnish*プロデュース『その鉄塔に男たちはいるという』（2008年） - 城之内 役
- 不器用な人々（2008年） - ナレーター
- 青猫物語（2008年）
- 三丁目の夕日（2008年）
- ワーニャ伯父さん（2009年） - 医師アーストロフ 役

2010年代
- 現代能楽集V（2010年）「俊寛さん」 -  俊寛 役
- 第三舞台『深呼吸する惑星』（2011年） - 首相マギエル 役
- 十三人の刺客（2012年）
- 水の音（2013年3月） - 宗内敦志 役
- 真田十勇士（2013年） - 大野修理亮治長 役
- KOKAMI@network『朝日のような夕日をつれて2014』（2014年）
- 真田十勇士（2015年） - 大野修理治長 役
- ベイビーさん 〜あるいは笑う曲馬団〜（2015年11月） - 八代大佐 役
- TAKE FIVE 2（2016年5月）
- 剣豪将軍義輝〜戦国に輝く清爽の星〜前編（2016年12月） - 斎藤道三 役
- 取引 THE DEAL（2017年11月） - アレックス 役
- 喝采（2019年3月） - バーニー・ドッド 役
- らぶゆ（2019年6月）
- ハケンアニメ!（2019年10月-11月） - 垣内政信 役

2020年代
- 少年社中・東映プロデュース『モマの火星探検記』（2020年1月 - 2月） - タケミツ船長 役
- 男たちの中で〜In the Company of Men〜（2020年10月） - ハモンド 役
- 東京原子核クラブ（2021年1月） - 大久保彦次郎 役
- 蟹工船稽古初日（2022年1月）
- 加担者（2022年） - ドク 役
- アルキメデスの大戦（2022年10月） - 嶋田繁太郎少将 役
- 海底二万里稽古初日（2023年1月4日)
- ミュージカル『刀剣乱舞』〜花影ゆれる砥水〜（はなかげゆれるとみず）（2023年4月 - 6月）- 豊臣秀吉 役

### 特撮
- うたう!大龍宮城 第43話「ムツゴロウ」（1992年、フジテレビ系）
- 超光戦士シャンゼリオン 第36話「新たなる敵！か？吉良三郎」（1996年、テレビ東京系）[237]
- 未来戦隊タイムレンジャー Case File 12（第12話）「星に願いを」（2000年、テレビ朝日系）[238]

### テレビ 番組
- IQエンジン（1989年、フジテレビ）
- 新・真夜中の王国（1998年、NHK BS2）[239]
- ザ・ドキュメント 生かされた理由〜京アニ事件の深層〜（2024年、関西テレビ） - ナレーション[240]

### CM
- 日本ユニシス（2000年）
- PHILIPS「ソニッケアー / ダイアモンドクリーン」（2002年 - 2003年）
- NTT東日本 0036（2004年）[241]
- 明星食品「チャルメラ（しょうゆ）」（2005年）[241]
- 養命酒（2005年）[241]

#### ラジオCM
- 東京都 広報CM（1990年 - 2001年）
- サントリー
  - BOSS「一見不幸、一転幸福編」（2000年）
  - なっちゃん「なっちゃん女優修行編」（2000年）
  - モルツ
- アメリカ・オンライン（2000年）
- 三和銀行「ベストアシスト」（2001年）
- SANYO 椅子式マッサージャー（2001年）

### ウェブ配信
- アマルフィ ビギンズ（2009年、ドコモ動画） - カジノのディーラー 役

### 配信ドラマ
- 酒癖50 第3話（2021年7月29日、ABEMA SPECIAL）[242]
- トラックガール2 1話（2025年、FOD）[2]

### ラジオドラマ
- 青春アドベンチャー（NHK-FM）
  - ジュラシック・パーク（1993年）[243]
  - くたばれ！ビジネスボーグ（1993年）[244]
  - 霧隠れ雲隠れ（1994年）[245]
  - ウォッチャーズ（1994年）[246]
  - 笑う20世紀（1994年）[247]
  - 魔術師の大失敗（1995年）[248]
  - お父さんの会社（1996年）[249]
  - エデン2185（2000年）[250]
  - スピリット・リング（2004年） - フェランテ 役[251]
- FMシアター（NHK-FM）
  - 「月より帰る」ダミーヘッド・シリーズ（1995年）[252]
  - 劇作家シリーズ「カラカッタ」（1996年）[253]
  - その後の断腸亭日乗〜津軽放浪（2000年）[254]
  - その後の断腸亭日乗〜佐渡情話・編（2001年）[255]
  - 春を待つ丘（2001年）[256]
- ラジオ時代劇（NHKラジオ第1）
  - 一龍斎貞水 異色忠臣蔵大傑作集
    - 錯乱（2001年）[257]
    - 桂籠（2001年）[258]

  - 八丁堀喰い物草紙・江戸前でもなし（2005年）[259]
- 歌謡ドラマ 断絶（2005年、NHKラジオ第1）[260]

## 書籍
- 『亜細亜をパソる: 電脳役者放浪記with computer』アスペクト、1996年1月1日。ISBN 978-4-89366-438-9。

### 雑誌連載
- EYE-COM「ノートの大将放浪記」「DOS/Vの大将放浪記 電脳亜細亜編」（1991年 - 1995年、アスキー）
- 演劇ぶっく「KILLING TIMES」（1990年 - 1993年、演劇ぶっく社）